# Удо Ріглевскі
Удо Ріглевскі (нім. Udo Riglewski; нар. 28 липня 1966) — колишній німецький тенісист.
Найвищу одиночну позицію світового рейтингу — 82 місце досяг 9 липня 1990, парну — 6 місце — 25 березня 1991 року.
Здобув 10 парних титулів.
Найвищим досягненням на турнірах Великого шолома були чвертьфінали в парному розряді.
Завершив кар'єру 1995 року.

## Фінали за кар'єру

### Парний розряд: 20 (10–10)
| Результат | Ранг | Дата | Турнір                   | Покриття   | Партнер           | Суперники                           | Рахунок       |
| --------- | ---- | ---- | ------------------------ | ---------- | ----------------- | ----------------------------------- | ------------- |
| Перемога  | 1.   | 1987 | Флоренція, Італія        | Ґрунт      | Вольфганг Попп    | Паоло Кане Джанні Оклеппо           | 6–4, 6–3      |
| Перемога  | 2.   | 1988 | Swedish Open, Швеція     | Ґрунт      | Патрік Баур       | Стефан Едберг Ніклас Крон           | 6–7, 6–3, 7–6 |
| Перемога  | 3.   | 1989 | Нансі, Франція           | Тверде (i) | Тобіас Свантессон | Жоао Кунья е Сілва Едуардо Массо    | 6–4, 6–7, 7–6 |
| Перемога  | 4.   | 1989 | Ніцца, Франція           | Ґрунт      | Ріккі Остертун    | Гайнц Ґюнтгардт Балаж Тароці        | 7–6, 6–7, 6–1 |
| Перемога  | 5.   | 1989 | Базель, Швейцарія        | Тверде (i) | Міхаель Штіх      | Омар Кампорезе Клаудіо Медзадрі     | 6–3, 4–6, 6–0 |
| Поразка   | 1.   | 1990 | Мілан, Італія            | Килим      | Том Найссен       | Омар Кампорезе Дієго Наргісо        | 4–6, 4–6      |
| Поразка   | 2.   | 1990 | Мемфіс, США              | Тверде (i) | Міхаель Штіх      | Даррен Кейгілл Марк Кратцманн       | 5–7, 2–6      |
| Перемога  | 6.   | 1990 | Мюнхен, Німеччина        | Ґрунт      | Міхаель Штіх      | Петр Корда Томаш Шмід               | 6–1, 6–4      |
| Поразка   | 3.   | 1990 | Гамбург, Німеччина       | Ґрунт      | Міхаель Штіх      | Серхі Бругера Джим Кур'є            | 6–7, 2–6      |
| Перемога  | 7.   | 1990 | Болонья, Італія          | Ґрунт      | Ґуставо Луса      | Жером Потьє Джим П'ю                | 7–6, 4–6, 6–1 |
| Перемога  | 8.   | 1990 | Генуя, Італія            | Ґрунт      | Томас Карбонелл   | Крістіано Каратті Федеріко Мордеган | 7–6, 7–6      |
| Поразка   | 4.   | 1990 | Swedish Open, Швеція     | Ґрунт      | Ян Гуннарссон     | Рікард Берг Ронні Ботман            | 1–6, 4–6      |
| Поразка   | 5.   | 1990 | Long Island, США         | Тверде     | Міхаель Штіх      | Гі Форже Якоб Гласек                | 6–2, 3–6, 4–6 |
| Перемога  | 9.   | 1990 | Відень, Австрія          | Килим      | Міхаель Штіх      | Хорхе Лосано Тодд Вітскен           | 6–4, 6–4      |
| Поразка   | 6.   | 1991 | Філадельфія, США         | Килим      | Міхаель Штіх      | Рік Ліч Джим П'ю                    | 4–6, 4–6      |
| Перемога  | 10.  | 1991 | Мемфіс, США              | Тверде (i) | Міхаель Штіх      | Джон Фіцджеральд Лорі Вордер        | 7–5, 6–3      |
| Поразка   | 7.   | 1992 | Відень, Австрія          | Килим      | Кент Кіннієр      | Ронні Ботман Андерс Яррід           | 3–6, 5–7      |
| Поразка   | 8.   | 1993 | Estoril Open, Португалія | Ґрунт      | Менно Остінг      | Девід Адамс Андрій Ольховський      | 3–6, 5–7      |
| Поразка   | 9.   | 1993 | Тулуза, Франція          | Тверде (i) | Давід Пріносіл    | Байрон Блек Джонатан Старк          | 5–7, 6–7      |
| Поразка   | 10.  | 1994 | Копенгаген, Данія        | Килим      | Давід Пріносіл    | Мартін Дамм Бретт Стівен            | 3–6, 4–6      |